# Niederhausen (Pfaffenhofen an der Roth)
Niederhausen ist ein Ortsteil des Marktes Pfaffenhofen an der Roth und eine Gemarkung im Landkreis Neu-Ulm im Westen des bayerischen Regierungsbezirks Schwaben.

## Lage
Das Kirchdorf liegt im Tal der Biber. Zur Mitte des Hauptortes sind es aus dem südöstlich gelegenen Ortsteil knapp vier Kilometer. Durch den Ort führt die Kreisstraße NU 10.

## Geschichte
Der Ort wurde 1225 erstmals genannt. 1820 lebten hier 220 Einwohner.
Die frühere selbstständige Gemeinde Niederhausen hatte eine Fläche von 322,5 Hektar. Es gab keine weiteren Ortsteile. Am 1. Mai 1978 wurde das Dorf zum Abschluss der Gebietsreform in Bayern in den Markt Pfaffenhofen eingegliedert.

## Baudenkmäler
In die amtliche Liste der Baudenkmäler sind drei Objekte eingetragen:
- die katholische Kirche St. Dominikus, erbaut um 1750/60 wohl von Johann Georg Hitzelberger, ein Juwel des Rokoko,
- der Friedhof um diese Kirche mit alter Mauer sowie Kerkerchristus um 1760 am modernen Kriegerdenkmal,
- eine Feldkapelle aus dem 18. Jahrhundert.

Siehe: Liste der Baudenkmäler in Niederhausen